# Anastomose
Anastomose is de verbinding tussen twee structuren.
- In de zoölogische anatomie wordt dit bijvoorbeeld gezegd van onderlinge verbindingen tussen bloedvaten (collateralen).
- In de plantenanatomie wordt de term gebruikt bij de nervatuur, als de nerven onderling verbonden zijn, bijvoorbeeld aan de bladrand.
- In de mycologie wordt de term gebruikt om het samengroeien van schimmeldraden aan te duiden.
- In de chirurgie wordt de term gebruikt, bijvoorbeeld wanneer er bij een darmoperatie een stuk darm verwijderd wordt. De nieuwe verbinding tussen de twee gedeelten van de darm wordt anastomose genoemd. Een voorbeeld is de aansluiting van de dunne darm op het laatste stuk van de dikke darm (endeldarm).
- In de evolutieleer wordt de term gebruikt om de samenvoeging van twee evolutionaire lijnen aan te duiden.

## Op celniveau
Bij ribosomen zijn de cisternen verbonden met anastomosen. 
Als we het golgi-apparaat beschouwen, hebben we te maken met mobiele anastomose: van de vormingszijde (forming face) naar de rijpingszijde (maturing face).